# Jennifer Robertson
Jennifer Robertson, wcześniej Jennifer Brown (ur. w 1942 w Old Windsor) – brytyjska pisarka i poetka, absolwentka Uniwersytetu w Glasgow. Autorka m.in. książek „Wojtek, War Hero Bear”, „From Corsets to Communism”, która jest biografią Zofii Nałkowskiej oraz „From the Volga to the Clyde”.

## Twórczość
Jennifer Robertson po raz pierwszy opublikowała literaturę dziecięcą i opowieści biblijne w 1978 roku, a także zbiór opowiadań. Jej książki były tłumaczone na język niemiecki oraz języki skandynawskie. Opowiadania autorki były czytane w telewizji szkockiej, zaś zbiór wierszy Ghetto ukazał się w 1989 roku nakładem wydawnictwa Lion. 
Wątki autobiograficzne pojawiły się m.in. w powieści Uninvited Guest, (Triangle/SPCK 1997) oraz w zbiorze wierszy Clarissa (chipmunka publisher 2009). 
Jennifer Robertson interesuje się tematami związanymi z Rosją, Polską, Ukrainą, a także Holocaustem. Jej publikacja o getcie warszawskim pt. Don’t go to Uncle’s Wedding (Azure 2000) została dobrze przyjęta w gronie osób uświadamiających o Holocauście. Twórczość autorki pojawiła się także w czasopiśmie PRISM (the Rothman Foundation) oraz w zbiorze wierszy i opowiadań Warsaw Tales (New Europe Writers).
Autorka poruszała również tematy dotyczące Szkocji, jej powieści i opowiadania zostały umiejscowione w Mid-Argyll, zaś wiersze były zainspirowane szkockim półwyspem Ardnamurchan.
Powieść Wojtek, War Hero Bear (Birlinn, 2014) to prawdziwa historia o niedźwiedziu brunatnym, który został przygarnięty przez polskich żołnierzy podczas II wojny światowej. Niedźwiedź Wojtek zmarł w zoo w Edynburgu w 1963 roku. 
From the Volga to the Clyde (Fleming Publishers, 2014) to opowieści o stracie i przetrwaniu, powstałe na bazie wspomnień zebranych w trakcie pobytu w Polsce, zawierające wiele prawdziwych historii z czasów II wojny światowej.

## Publikacje
- 2021. The Fortune Teller of Philippi (Bridge House, 2021)
- 2019. From Corsets to Communism, życie i czasy Zofii Nałkowskiej, biografia literacka (Scotland Street Press, 2019)

- 2014. Wojtek, War Hero Bear (Birlinn, 2014)
- 2014. From the Volga to the Clyde (Fleming Publishers, 2014)
- 2001. Mary of Nazareth (Triangle/SPCK, 2001)
- 2000. Don’t go to Uncle’s Wedding, voices from the Warsaw Ghetto (Azure/SPCK, 2000)
- 1999. Windows to Eternity (BRF, 1999)
- 1999. Strength of the Hills (BRF, 1999)
- 1997. Uninvited Guest (Triangle/SPCK, 1997)
- 1994. A Season in St Petersburg (Lion Publishing, 1994)
- 1993. Insignia, a gathering of poems (Sankt Petersburg, 1993)
- 1990. Praying with the English Mystics (1990; second edition: Triangle, 1997)
- 1990. Loss and Language (Chapman Publications, 1990)
- 1989. Ghetto (Lion, 1989)
- 1989. Beyond the Border (1989)
- 1977. King in a Stable (1977)